# Gran ducat de Hessen i del Rin
El gran ducat de Hessen i del Rin va ser un antic estat vassall del Sacre Imperi Romanogermànic, en l'actual territori d'Alemanya, i plenament independent des de 1806. La seva història comprèn des de 1568 fins a 1918. La seva capital era Darmstadt, ciutat que li va donar nom en els seus orígens.

## Història

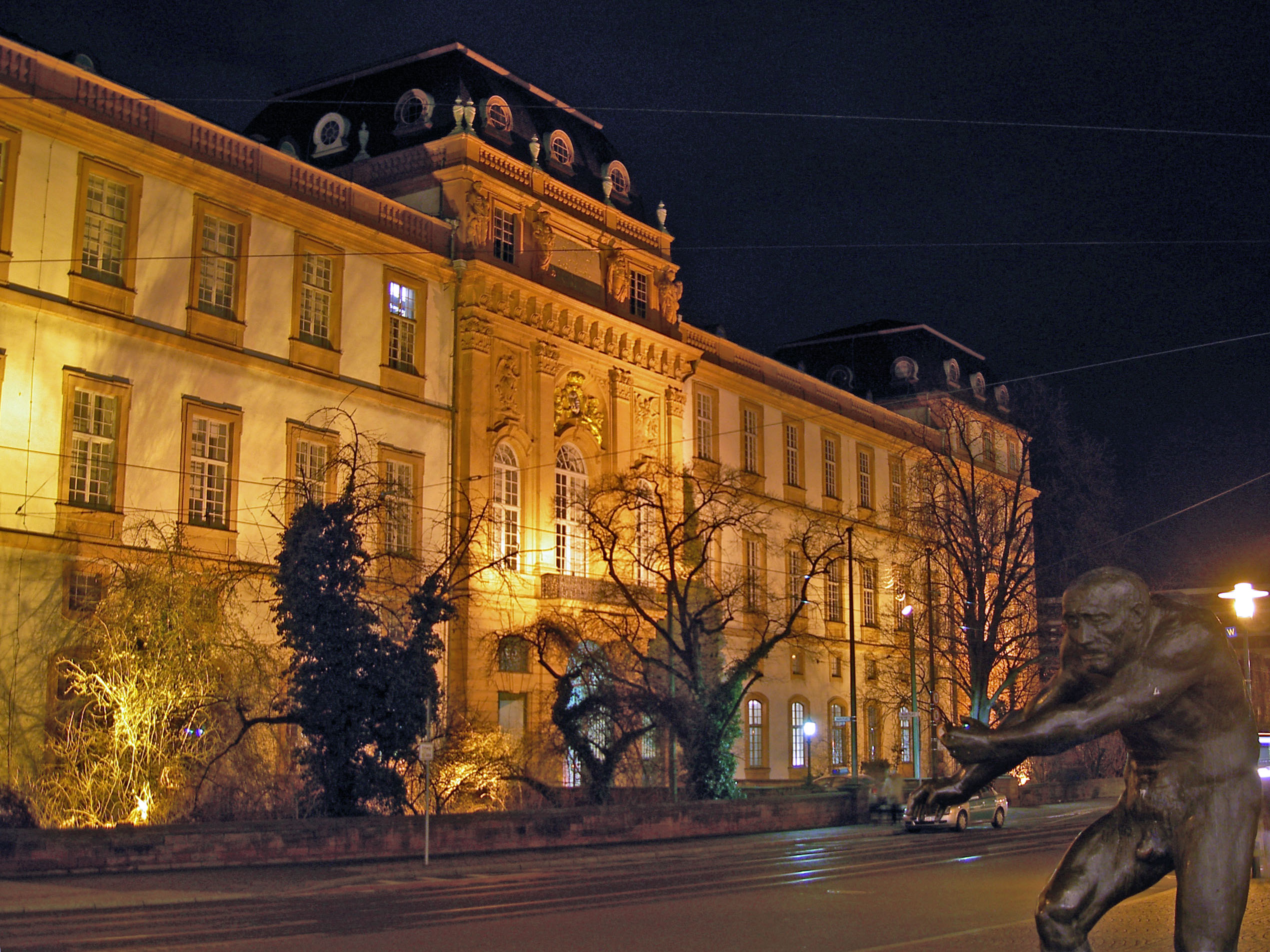
El Palau de Darmstadt va ser la residència dels landgravis i grans ducs de Hessen-Darmstadt.

Hessen-Darmstadt es va constituir com a estat independent a partir de la fragmentació del Landgraviat de Hessen, l'últim governant, el landgravi Felip I de Hessen-Darmstadt, va dividir les seves possessions entre els seus quatre fills a la seva mort el 1568. Temps després, només sobreviurien dos d'aquests Landgraviat: Hessen-Darmstadt i Hesse-Kassel, estats que arribarien a rivalitzar entre si, tot i tenir llaços familiars.
Mentre que Hessen-Kassel es va convertir al calvinisme, Hessen-Darmstadt va romandre luterà, i el landgravi Jordi II mantindria una aliança amb Saxònia i a la llarga s'uniria a la causa austríaca.
Amb la Reichsdeputationshauptschluss, una sèrie de secularitzacions dutes a terme a Alemanya, el landgraviat de Hessen-Darmstadt va augmentar les seves fronteres en 1803. Entre els territoris guanyats es trobaven el Ducat de Westfàlia, governat per l'Arquebisbe de Colònia, i també els territoris de l'Arxidiòcesi de Magúncia i la Diòcesi de Worms.
En 1806 es va dissoldre el Sacre Imperi Romanogermànic. Alguns anys després, el Landgraviat de Hessen-Darmstadt va canviar el seu nom a Gran Ducat de Hessen i el Rin el 1816.
El 1867, la meitat nord del Gran Ducat (província de Oberhessen) es va integrar dins de la Confederació Alemanya del Nord, mentre que l'altra meitat al sud del Rin (províncies de Starkenburg i Rheinhessen) va romandre fora d'aquesta. El 1871, el Gran Ducat va passar a formar part de l'Imperi Alemany. L'últim gran duc, Ernest Lluís, va ser enderrocat del tron en finalitzar la Primera Guerra Mundial. Abolida la monarquia, es va canviar el nom a estat Popular de Hessen, un estat de la República de Weimar, posant fi així a la història del Gran Ducat.
Actualment, la major part del que va ser Hessen-Darmstadt pertany a l'estat federat alemany de Hessen, mentre que la província occidental de Rheinhessen es va integrar a l'estat de Renània-Palatinat.

## Landgravis de Hessen
- Jordi I (1568-1596).
- Lluís V (1596-1626).
- Jordi II (1626 - 1661).
- Lluís VI (1661-1678).
- Lluís VII (1678).
- Ernest Lluís I (1678-1739).
- Lluís VIII (1739-1768).
- Lluís IX (1768-1790).
- Lluís X (1790-1830) (a partir de 1806, Gran Duc Lluís I).

## Grans Ducs de Hessen-Darmstadt
- Lluís I (1790-1830).
- Lluís II (1830-1848).
- Lluís III (1848-1877).
- Lluís IV (1877-1892).
- Ernest Lluís (1892-1918).